# Capriccio con Campidoglio
Capriccio con Campidoglio   è un dipinto ad olio su tela (116 x 131 cm) eseguito da Bernardo Bellotto attorno al 1742 e conservato presso la Galleria nazionale di Parma.

## Descrizione
L'ambiente descritto nell'opera è un cosiddetto capriccio, ovvero una descrizione di un ambiente realmente esistente che si mescola a luoghi fantastici. In questo modo l'artista ridisegna una città non reale ma possibile ed immaginaria.
L'inquadratura usata nel dipinto, anticipata in primo piano da un fittizio arco in rovina che funge da boccascena, propone uno scorcio del Campidoglio dai piedi della cordonata capitolina, la scalinata progettata da Michelangelo, e include anche la chiesa di Santa Maria in Aracoeli. Alla sommità della scala si erge il gruppo marmoreo con Castore, mentre sulla piazza si affacciano il secentesco Palazzo nuovo in scorcio e la veduta parziale del Palazzo Senatorio.
Nel riprodurre gli edifici, tanto amati dagli stranieri che intraprendevano il consueto Grand Tour in Italia, più che l'aderenza alla realtà, Bellotto cerca di rappresentare un senso quasi malinconico, che vuole ricordare all'osservatore le perdute antiche grandezze. La tela appartiene alla produzione giovanile dell'artista, e costituisce un'interessante testimonianza del suo periodo romano.
L'opera venne acquistata dal Conte Stefano Sanvitale di Parma nel 1835 ed esposta successivamente presso la Galleria nazionale, dove è conservato anche un secondo dipinto che funge da pendant a questa.